# 11365 NASA
11365 NASA — астероїд головного поясу, відкритий 23 березня 1998 року.
Тіссеранів параметр щодо Юпітера — 3,664.